# 服务集
服務集（Service set）是无线局域网中的一个术语，用以描述802.11无线网络的构成单位（一组互相有联系的无线设备），使用服務集識別碼（SSID）作为识别。可以分为独立基本服务集（IBSS）、基本服务集（BSS）和扩展服务集（ESS）三类。其中IBSS属于对等拓扑模式（又称Ad-Hoc模式、無線隨意網路），而BSS和ESS属于基础架构模式。这些拓扑是原始的802.11规范中定义的，其他的如网桥、中继器等则是属于特定厂商的扩展或者WDS的拓扑模式。
一些新的访问点支持伪装成多个独立的访问点，各自拥有独立的SSID、安全规则等等，但这也不属于原始的802.11规范。

## 服務集識別碼
服務集識別碼（英语：Service Set Identifier，SSID）是一个或一组基础架构模式无线网络的标识，依照标识方式又可细分为两种：
- 基本服務集識別碼（BSSID），表示的是AP的数据链路层的MAC地址
- 扩展服務集定識別碼（ESSID），一个最长32字节区分大小写的字符串，表示无线网络的名称

多个AP可以拥有同一个ESSID以对客户提供漫游能力，但是BSSID必须唯一，因为数据链路层的MAC地址是唯一的。
一个全为1的BSSID表示广播，一般用于检查可用无线访问点。
AP可以选择在信标中暴露自己的ESSID（称为SSID广播），也可以选择隐藏。特别的，当客户端发出加入空白ESSID网络的请求时，按照标准，所有AP必须发送自己的ESSID以供客户检测可用网络。不过有一些AP允许关闭此功能，例如Linux下的hostapd软件。

## 独立基本服务集
这种服务集隶属于对等拓扑模式，各客户端之间直接相互连接而不需要访问点的协助。目前大多数操作系统都对此模式提供了支持，并且通常提供工具（比如Windows XP中自带的Wireless Zero Configuration）以简化此种网络的建立、维护和拆除。
该模式常见于小型办公室或是家庭中。因为要求所有客户端之间都可以互相直接连接，其覆盖范围非常有限。该模式的网络还有一个缺点是不容易保护。
在此种模式下，最先建立起该网络的主机实际上可以控制整个IBSS中的数据传输过程，并且所有设备都会广播所加入网络的SSID。该种网络的BSSID（基础服务集标识符）由一个46位随机数产生，并且会指定全局/本地位为1（本地），同时指定独立/组位为0（独立）。对应的ESSID（扩展服务集标识符）则由最先建立网络的主机决定。

## 基础架构模式
基础架构模式下，所有客户端和一个（BSS）或多个（ESS）访问点关联，各客户端间的数据传输通过访问点中转，各客户端之间不直接相互通信（规范也不允许直接通信），因此每个客户只要在访问点的有效信号范围内就可以了，但是这也带来了部分设备不可见的问题，因为用于避免在无线链路上发生冲突的CSMA/CA技术依赖于每个设备之间的互相可见性。通常情况下，其覆盖范围通常比对等拓扑模式广。

### 基本服务集
在基本服务集中，所有无线设备关联到一个访问点上，该访问点连接其他有线设备（也可能不连接），并且控制和主导整个BSS中的全部数据的传输过程。BSS使用发射器的第二层地址（通常是MAC地址）作为其BSSID（基础服务集标识符），亦可以指定一个ESSID（扩展服务集标识符）来帮助记忆。
BSS的覆盖范围称为基本服务区（BSA）或是蜂窝。只有在BSS为构成单元，BSA为其覆盖范围的情况下，BSS和BSA才可以互换。
例如右图中，忽略其他有线网络设备，两个访问点虽然使用了同一个ESSID（扩展服务集标识符），但是二者的第二层地址不一样，因此是两个BSS，两台笔记本电脑分别属于这两个BSS。若是没有其他设备辅助，二者无法直接通信。

### 扩展服务集
在扩展服务集（ESS）中，无线设备关联到一个或多个访问点上。ESS实质上是多个BSS通过各种手段互相连接得来，ESS使用用户指定的ESSID作识别。
通过将多个BSS比邻安置，可以扩展网络的范围，如果这些BSS通过各种分布系统互联（无论是有线的还是无线的），拥有一致的ESSID，并且对于逻辑链路控制层来说可以认为是一个BSS的话，那么这些BSS可以被统一为一个ESS。
在同一个ESS中的不同BSS之间切换的过程称为漫游。一般而言，一个ESS中的BSS都会使用相同的安全机制以提供接近于无缝漫游的可能。两个BSS之间通常有15%左右的重叠范围来保证漫游时信号不会长时间丢失，并且设置在不同频段来防止相互干扰。
同样在右图中，两个访问点通过一台交换机实现了分布式系统，并且拥有一样的ESSID，这样一来两台分别属于不同BSS的电脑之间就可以互相通信，就好像都连接在同一台访问点上一样。
当图中Laptop0进入两个访问点信号重叠部分时，操作系统会自动判断信号强弱并切换关联的访问点。这样，在完全失去右侧访问点的信号前，会有足够的时间让电脑切换到左侧的访问点。这当中只需要几秒钟便可完成。